# Belleek Pottery
Belleek Pottery Ltd est une entreprise de porcelaine qui a commencé ses activités en 1884 sous le nom de Belleek Pottery Works Company Ltd à Belleek, dans le comté de Fermanagh, dans ce qui allait devenir l'Irlande du Nord. L'usine produit une porcelaine qui se caractérise par sa finesse, sa surface légèrement irisée et sa pâte formulée avec une proportion importante de fritte.

## Histoire
La poterie dans la région de Belleek a commencé vers 1849, après que John Caldwell Bloomfield ait hérité de son père. Cherchant à donner du travail à ses locataires, touchés par la grande famine, et étant minéralogiste amateur, il ordonna une étude géologique de son terrain. Après avoir découvert que la région était riche en minéraux, Bloomfield s'est associé à l'architecte londonien Robert Williams Armstrong et au marchand dublinois David McBirney. En créant une entreprise de poterie, Bloomfield a réussi à faire construire une ligne de chemin de fer jusqu'à Belleek afin que le charbon puisse être livré pour alimenter les fours.
La construction de la poterie a commencé en 1858. Avec des produits domestiques au commencement, ce n'est qu'en 1863 que de petites quantités de la porcelaine de Parian ware qui a fait la réputation de la poterie, ont été produites avec succès. En 1865, le prestige de l'entreprise avait suffisamment augmenté pour que son marché comprenne l'Australie, le Canada, l'Angleterre, l'Irlande et les États-Unis, mais également le prince de Galles, la reine Victoria et la noblesse.

## Acquisitions
Les propriétaires d'origine étaient tous décédés en 1884, et un groupe d'investisseurs locaux a acquis l'entreprise et l'a nommée Belleek Pottery Works Company Ltd. Les maîtres artisans Frederick Slater ont quitté l'Angleterre pour Belleek en 1893 et en 1920, la porcelaine de haute qualité devenait le pilier Entreprise. L'entreprise a lutté tout au long de la Première et de la Seconde Guerre mondiale, et l'entreprise s'est concentrée sur la production de faïence pendant ces périodes.
Après la Seconde Guerre mondiale, Belleek Pottery a arrêté la production de faïence. La poterie a abandonné les fours à charbon pour des fours électriques à partir de 1952. En 1983, le Industrial Development Board  a accordé une aide financière à l'entreprise et a nommé Roger Troughton au poste de directeur général. L'année suivante, Troughton a fait une offre acceptée pour la vente de l'entreprise. En 1988, Powerscreen International, basé à Dungannon, a acheté l'entreprise et a ouvert un centre d'accueil l'année suivante,.
La société a de nouveau changé de propriétaire en 1990. George G. Moore, né aux États-Unis et basé à Dundalk, reste le propriétaire, bien que la société soit dirigée localement par quatre administrateurs. Depuis lors, Belleek Pottery a agrandi son espace d'usine, les acquisitions d'autres entreprises, le personnel et le chiffre d'affaires. Les filiales comprennent désormais Galway Crystal, Aynsley China et Donegal Parian China. Elle emploie plus de six cents personnes et réalise un chiffre d'affaires annuel d'environ 30 millions de livres sterling.
En 2003, Belleek créé une nouvelle gamme de produits, plus moderne, appelée "Belleek Living".
En 2012, pour célébrer ses 155 ans d'activité, la poterie sort une édition limitée en sortant à nouveau la pièce qui avait remporté une médaille d'or à l'Exposition de Paris en 1900.
Pour le jubilé de platine de la Reine Elizabeth II, la poterie créé un panier orné des quatre fleurs représentant le Royaume-Uni, à savoir, la rose anglaise, le chardon écossais, la jonquille galloise et les trèfles pour l'Irlande du Nord.

## Pièces aux musées
L'artiste et poète Eugene Sheerin a travaillé à Belleek Pottery à la fin du XIXe siècle. Un plat Belleek avec une reproduction de son tableau "Innocence" (1879) est exposé au Victoria and Albert Museum de Londres.
Certaines pièces sont exposées au Musée national de la Nouvelle-Zélande.

## Galerie

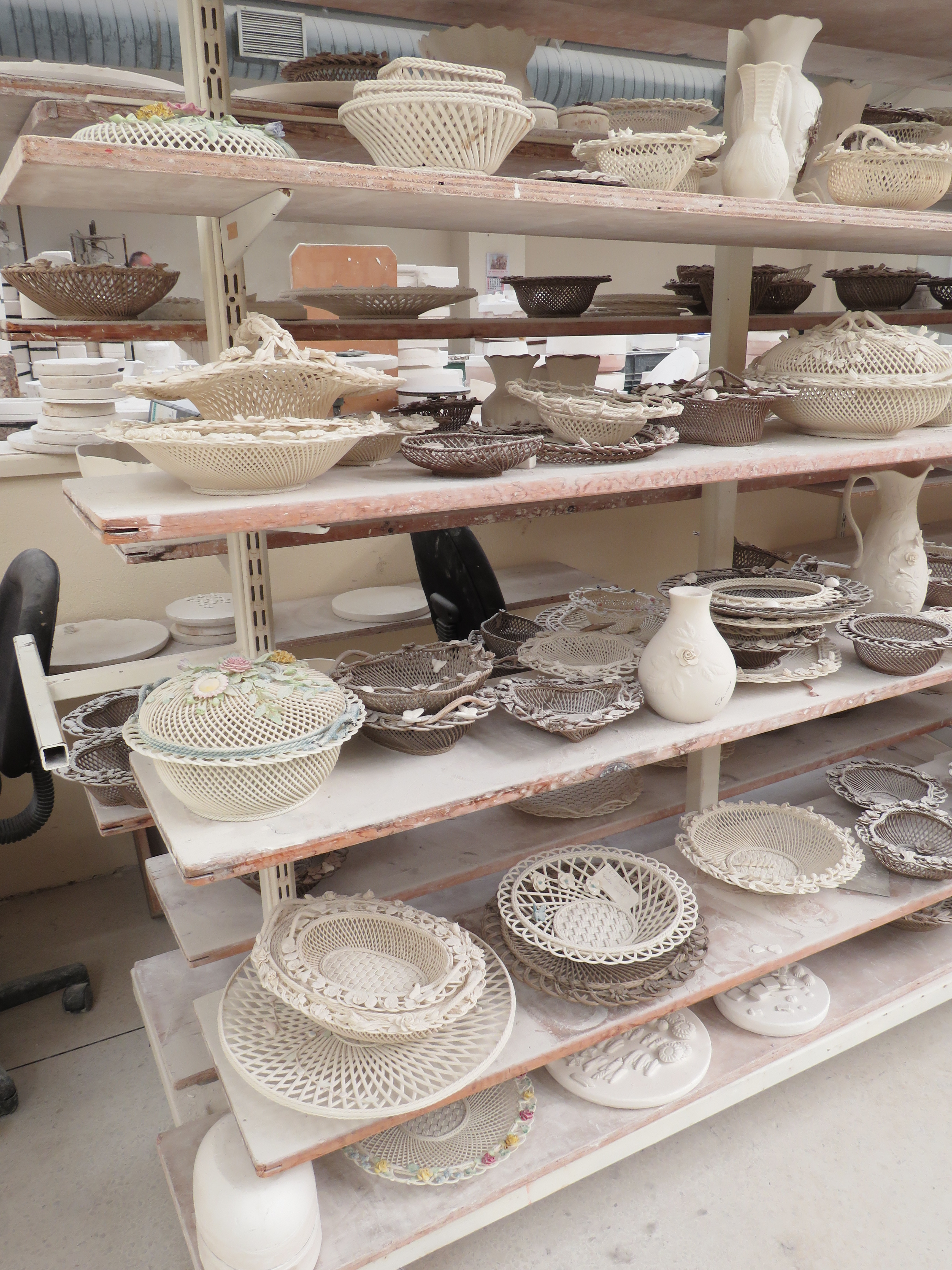
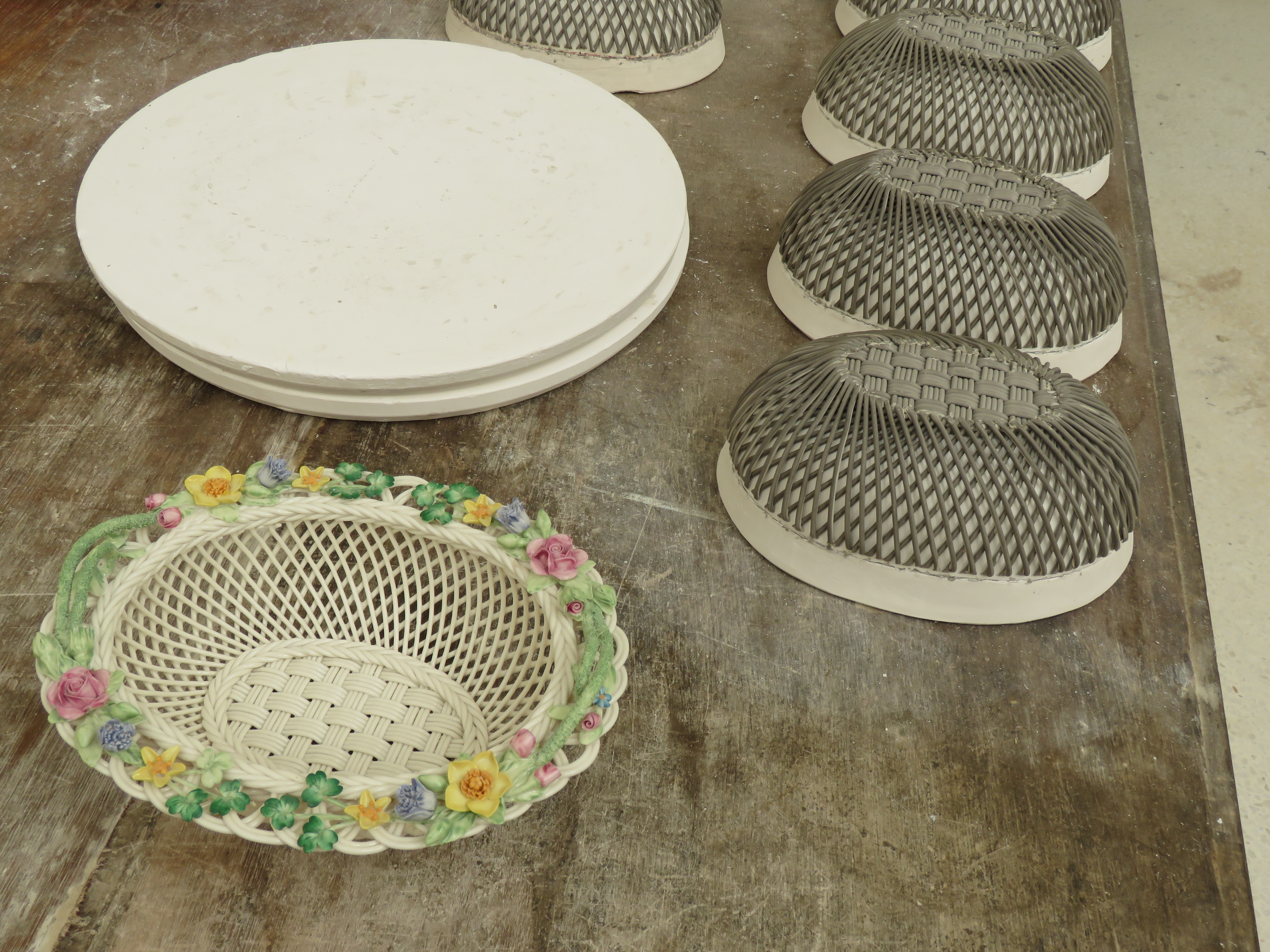
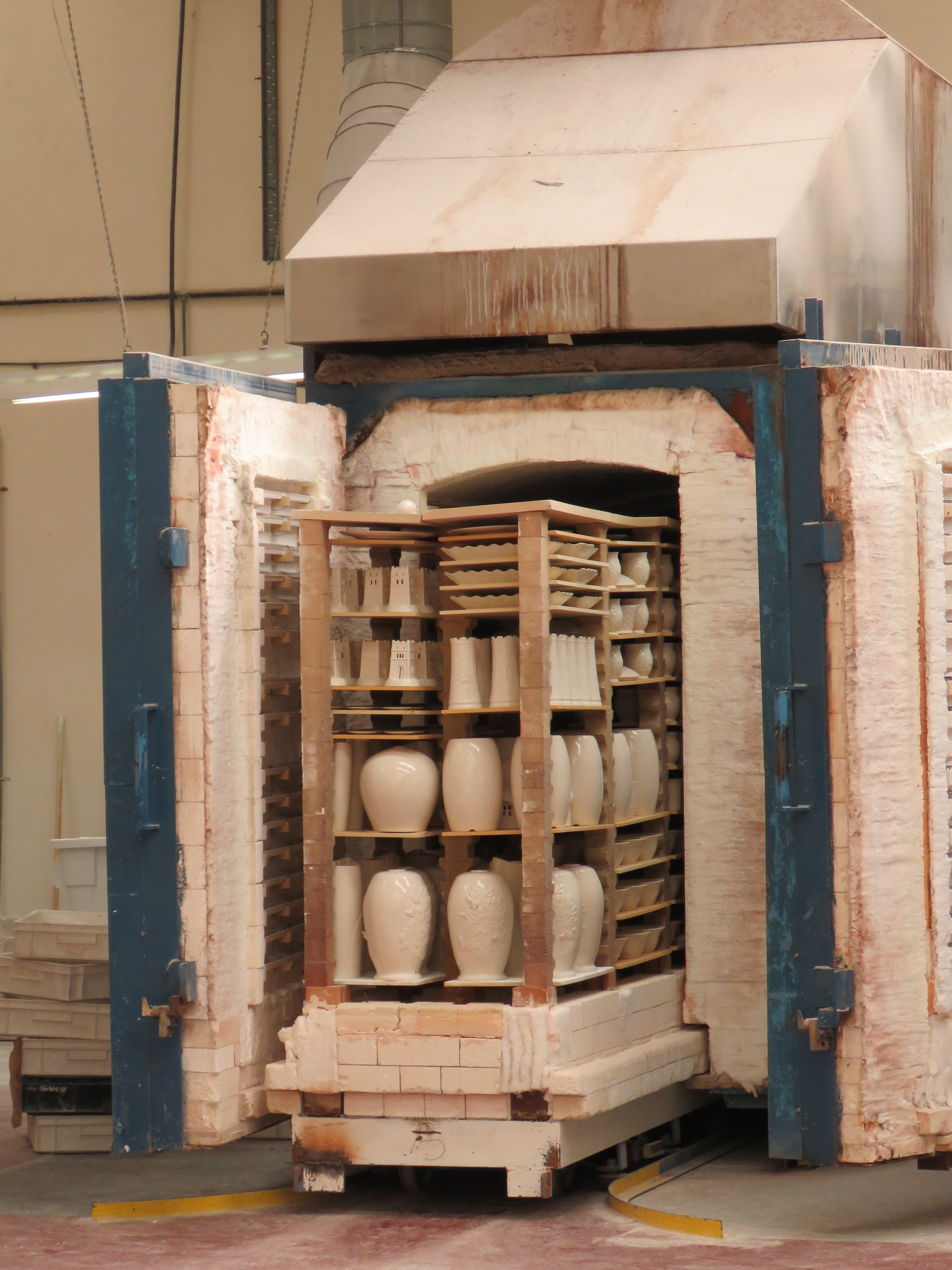
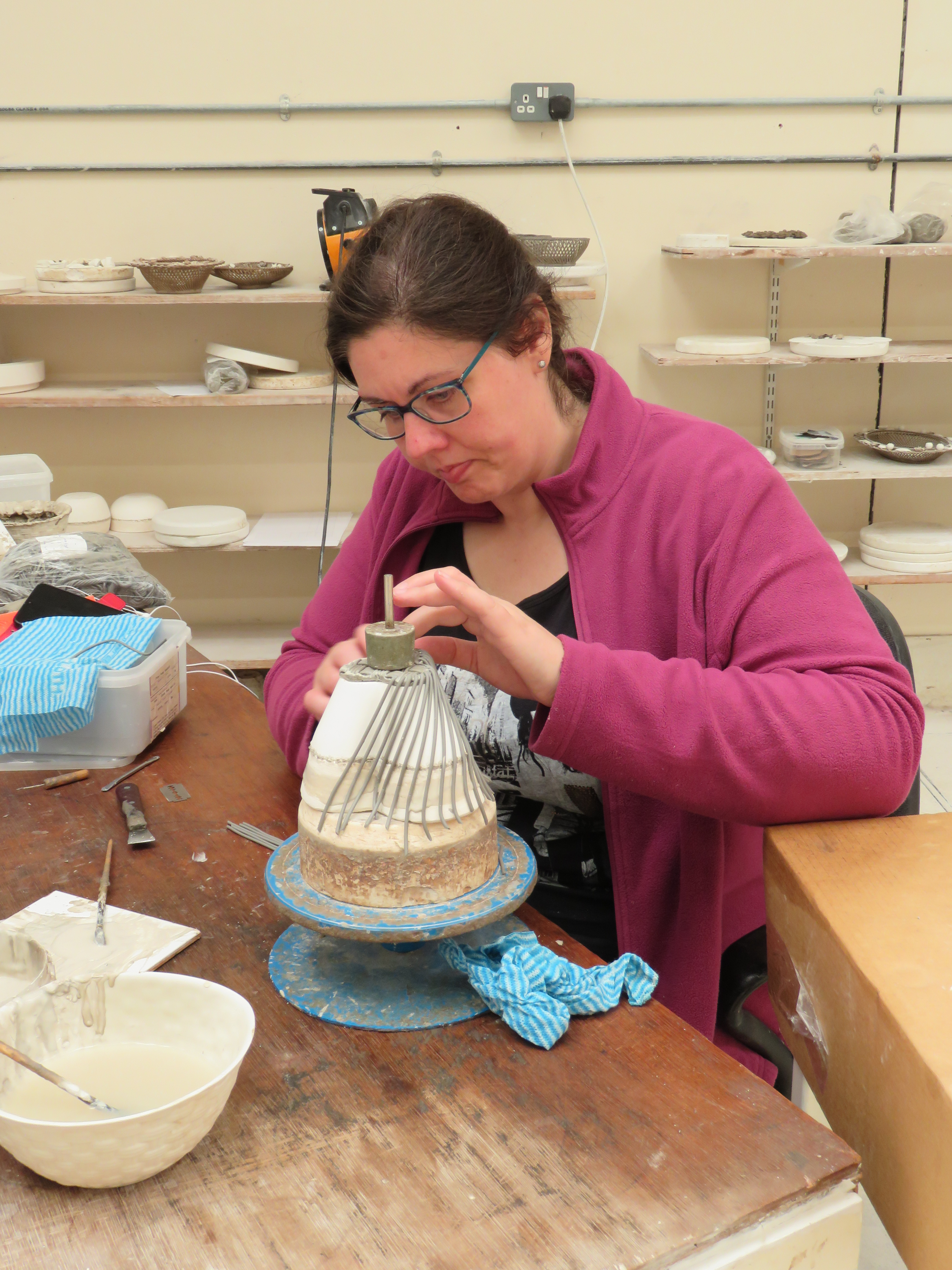
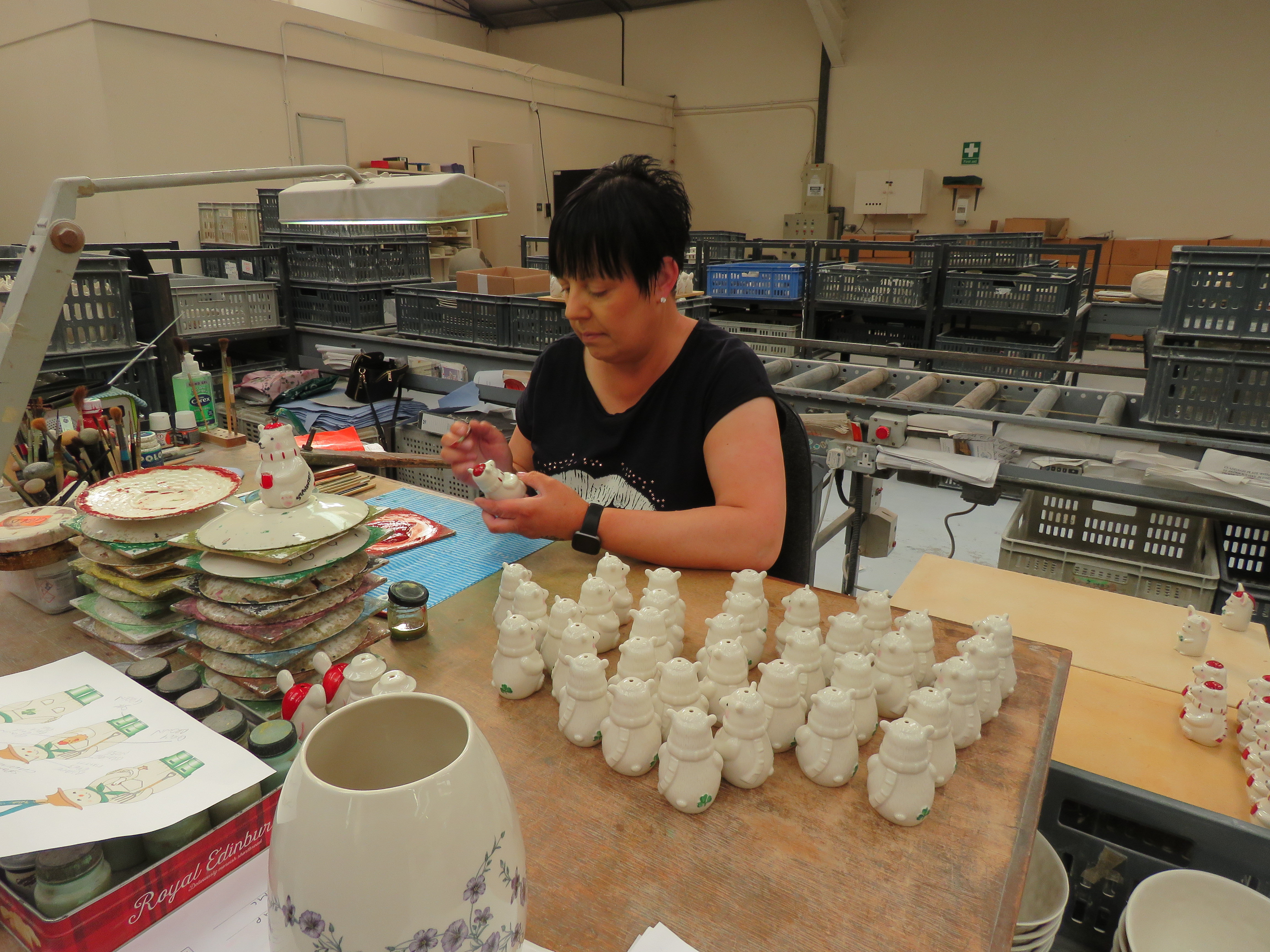